# 佐竹義処
佐竹 義処（さたけ よしずみ、旧字体・正式表記: 義處）は、江戸時代前期から中期にかけての大名。出羽国久保田藩の第3代藩主。佐竹氏第21代当主。官位は従四位下・右京大夫、侍従、左少将。

## 生涯
寛永14年（1637年）、2代藩主・佐竹義隆の次男として誕生。
正保3年（1646年）8月12日、江戸幕府の3代将軍・徳川家光に御目見する。承応3年（1654年）12月26日、従四位下・右京大夫に叙任される。後に侍従、左少将に遷任される。
寛文12年（1672年）2月9日、父・義隆の死去により家督を相続した。元禄14年（1701年）2月11日、弟・義長に2万石、庶兄・義寘の子義都に1万石を分け与えた。
元禄16年（1703年）6月23日、領内横手城において死去、享年65。寝食を忘れ、時には吐血しながらも藩政改革に取り組んだが、傾いた財政を建て直す前に死去した。
長男・義苗は早世したものの、次男・相馬叙胤は相馬中村藩主、三男・佐竹義格は久保田藩主になった。

## 系譜
- 父：佐竹義隆（1609-1672）
- 母：光聚院（1620-1684）、寿流姫 - 佐竹義章の娘
- 正室：鶴姫、宝明院（1649-1683） - 松平直政の娘
  - 長女：吉（凉月院）（1668-1672）
  - 次女：亀（常照院）（1670-1675）
  - 長男：佐竹義苗（1671-1699）
  - 三女：鍋（霜林院）（1675-1676）
  - 次男：相馬叙胤（1677-1711） - 相馬昌胤の婿養子
  - 四女：清（1679-1680） - 藤堂高通の養女
  - 五女：弁（霊苗院）（1680-1687）
- 側室：覚性院（?-1691） 清 - 谷氏
  - 六女：岩（真覚院）（1687-1709） - 松平宣富正室
  - 七女：久（養真院）（1689-1731） - 黒田長軌正室
- 側室：智清院（1665-1749） - 布施氏
  - 三男：佐竹義格（1695-1715）
  - 八女：源（円覚院）（1697-1703）
  - 九女：順（幻体院）（1703-1721） - 松平宣維正室

## 偏諱を受けた人物
- 渋江処光（渋江處光（※）、しぶえ すみみつ、家臣）
- 早川処久（早川處久（※）、はやかわ すみひさ、家臣）
- 伊達処時（伊達處時（※）、たて すみとき、家臣）
- 伊達処宗（伊達處宗（※）、たて すみむね、家臣）
- 戸村処風（処易）（戸村處風（處易）（※）、とむら すみかぜ、家臣、戸村氏分家当主、多賀谷峯経の実父）

　（※「処」は正式には旧字体で「處」と書くのが正しい。）